# Botia udomritthiruji
Botia udomritthiruji es una especie de pez del género Botia, familia Botiidae. Fue descrita científicamente por Ng en 2007.
Se distribuye por Asia: conocido solo en el río Tenasserim en Birmania. La longitud estándar (SL) es de 11,5 centímetros. Especie demersal que habita en aguas dulces.
Está clasificada como una especie marina inofensiva para el ser humano.